# Poljica (Danilovgrad)
Pour les articles homonymes, voir Poljica.
Poljica (en serbe cyrillique : Пољица) est un village du centre du Monténégro, dans la municipalité de Danilovgrad.

## Démographie

### Évolution historique de la population
| 1948 | 1953 | 1961 | 1971 | 1981 | 1991 | 2003 |
| ---- | ---- | ---- | ---- | ---- | ---- | ---- |
| 60   | 56   | 53   | 57   | 34   | 26   | 17   |